# Мазурия
Мазурия (нем. Masuren, Masurenland) — историческая область на северо-востоке современной Польши между низовьем Вислы и границами с Калининградской областью России. 
Мазурия расположена на южном склоне прусского озерного плоскогория, и из многочисленных Мазурских озер самые большие Спирдингское, Лёвентинское и Мауэрское, соединённые Мазурийскими каналами. Область славится своими озёрами и уголками нетронутой природы. Ранее Мазурия составляла южную часть Восточной Пруссии.

## История
В период с XI века по XIII век территорию Мазурии населяли пруссы.
С XIII века территория попала под власть немцев-крестоносцев Тевтонского ордена.
С XIV века славяне-мазовшане начали расселение из Мазовии на территорию Тевтонского ордена, оттесняя и ассимилируя балтийские племена — пруссов, и позже стали называться мазурами.  
Последний великий магистр Тевтонского ордена Альбрехт Бранденбургский под влиянием идей Реформации перешёл в протестантизм и превратил Тевтонский орден в 1525 году в герцогство Пруссия. В ходе протестантской реформации мазуры, как и большинство жителей прусского герцогства, стали протестантами-лютеранами, в то время мазовшане Мазовии остались католиками.
Зимой 1708 года шведская армия Карла XII двигалась на Россию через Мазурию. Местное крестьянское население встретило шведов партизанской войной.
На окончание XIX столетия местность Мазурия в юго-восточный части прусской провинции Восточная Пруссии.
На начало XX столетия территория провинции, населённая преимущественно мазурами, составляла 10 195 кв. км. (более 12 000 кв. км), и в ней проживало 324 640 человек (более ¼ миллиона жителей). Главными занятиями жителей провинции были земледелие и скотоводство.
На 1890 год, в провинции Прусского королевства, на пространстве в 9 403,39 квадратных километров, проживало 385 779 человек, которые, как потомки переселившихся сюда во второй половине XV столетия поляков (за исключением немецких обитателей городов), говорили, по мнению на тот период времени, на испорченном польским языком (мазурским языком).
После Второй мировой войны антигитлеровской коалицией Пруссия была упразднена, и эта территории была передана Польской Народной Республике, вся немецкая собственность была забрана поляками, а все немцы были высланы в Восточную Германию.